# Одзунський монастир
Одзунський монастир (вірм. Օձունի մայր տաճար) — вірменський монастир у селі Одзун, марз Лорі, Республіка Вірменія.

## Історія
У першоджерелах дані про дату заснування споруди не збереглися. Однак, виходячи із загальної конструкції церкви, внутрішнього оздоблення, деяких архітектурних тонкощів, Одзунський монастир відносять до VI століття. Церква кілька разів реконструювалася і реставрувалася. Так, у XIX столітті в східній частині церкви були побудовані дві дзвіниці.

## Архітектура
У селі збереглася купольна базиліка Одзунського монастиря, імовірно що відноситься до VI або до першої чверті VII століття. Церква розташована на центральній височини села і видно майже з будь-якої його точки. Церква майже цілком побудована з фельзита, за винятком частини внутрішньої обробки, що збудована з базальту. Планування церкви прямокутне, основні розміри 31.62×20.71 м. Крім внутрішнього залу є також зовнішній, оперізує церква з трьох сторін. Зал являє собою дві галереї з півдня і півночі, впираючий у західному фасаді в стіну з арочним входом в центрі. Розміри внутрішнього залу 20.98×11.12 м. Двома рядами колон зал ділиться на три нави. На заході центральний неф закінчується напівкруглим вівтарем, а бічні — двоповерховими різницями.
З північно-східного боку церкви знаходиться пам'ятник-надгробок. Згідно з християнською традицією, надгробок направлено лицьовою стороною на захід. Пам'ятник встановлено на ступінчастому підставі. Являє собою двухарочную аркаду, виконану з шліфованого каменю. Під кожною з арок знаходиться чотирьохметрова прямокутна стела, на кожній стороні якої по всій довжині висічені зображення. На західних і східних гранях виконані євангельські сюжети про поширення християнства у Вірменії, а на північних і південних гранях — геометричні та рослинні сюжети. Кожна грань облямована неповторним орнаментом.

## Галерея

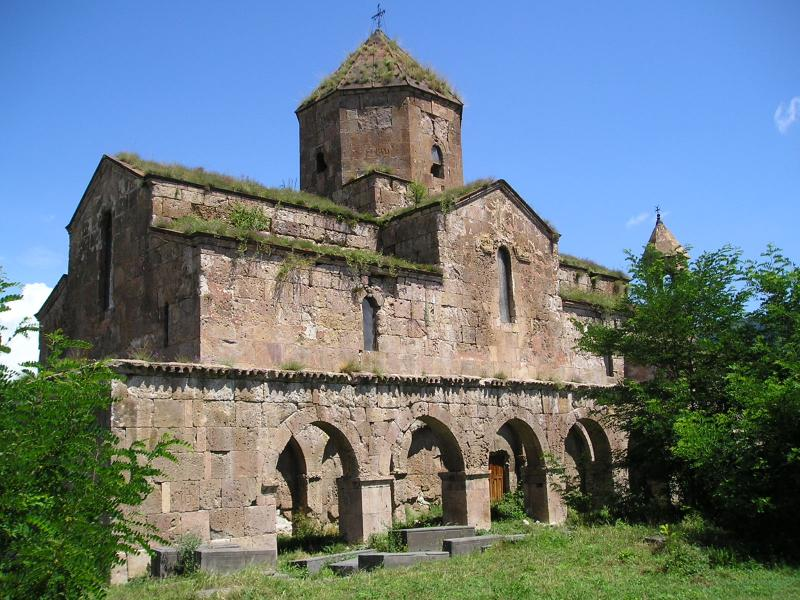
Південна сторона церкви
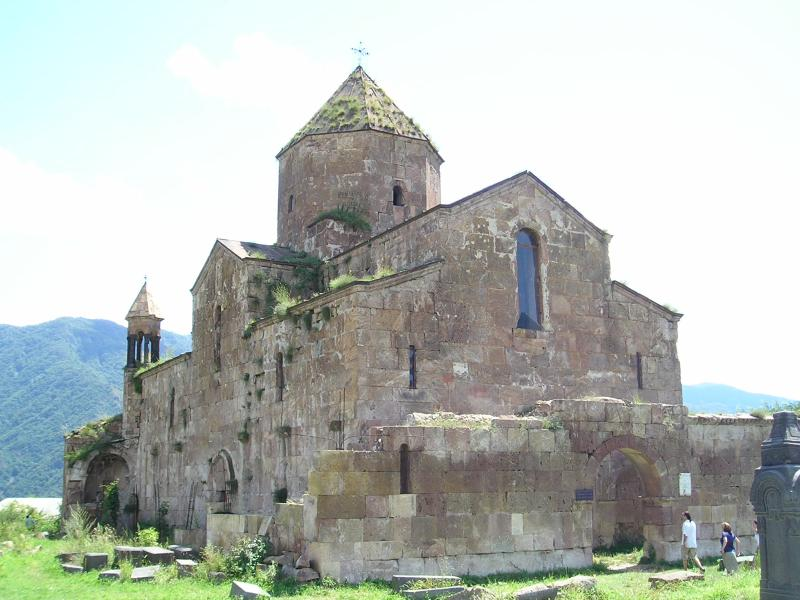
Західна та північна сторони церкви
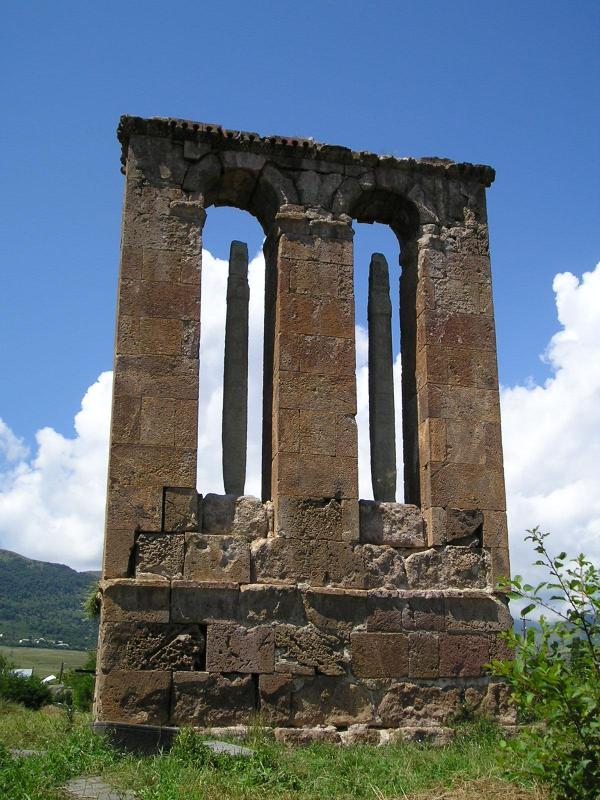
Надгробок
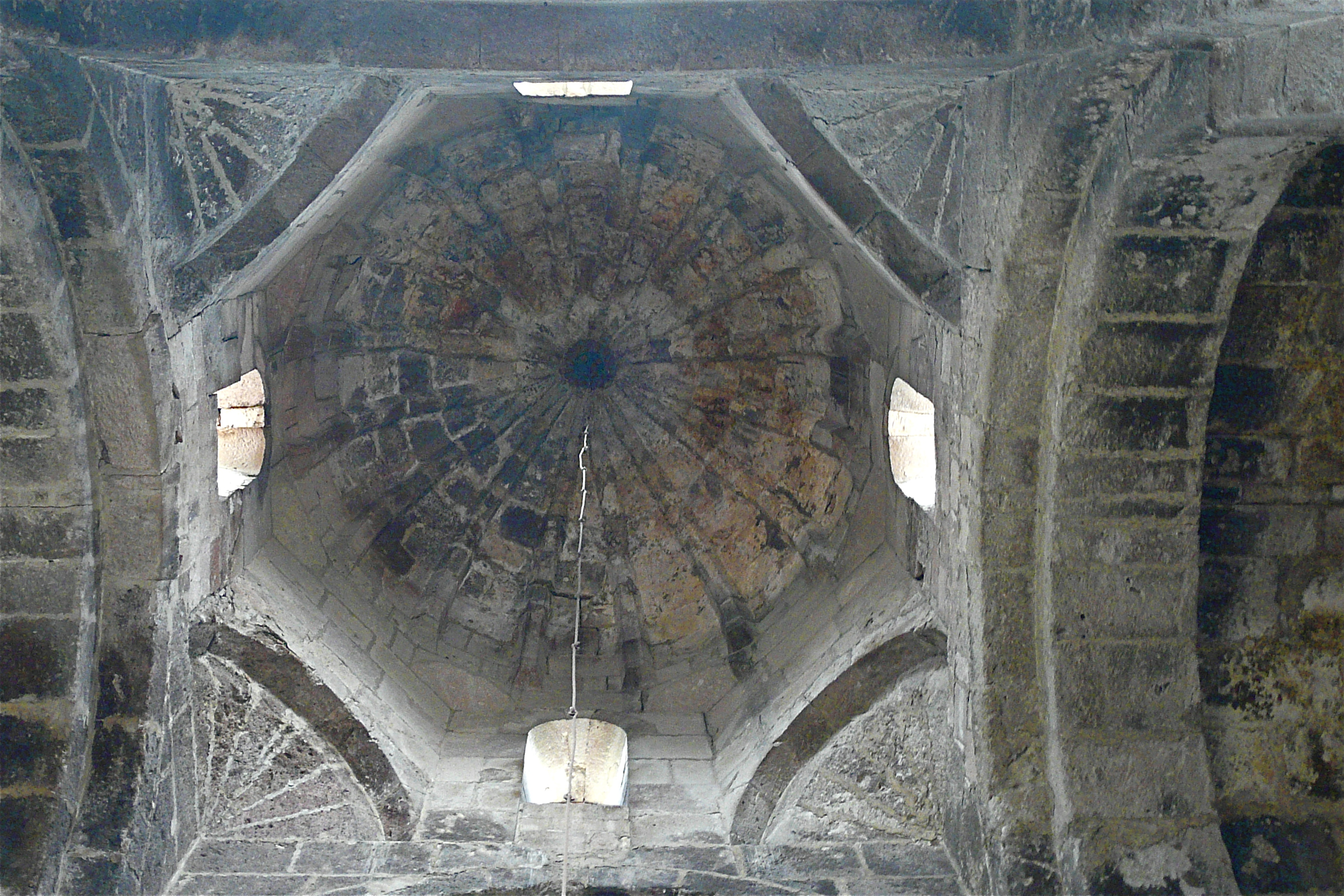
Купол